# Приволье (Брянская область)
Приво́лье — деревня в Навлинском районе Брянской области. Входит в состав Чичковского сельского поселения.

## История
Историческое название деревни — Синезёрки. В 1866 году было учтено было 47 дворов и 507 жителей. В 1964 году указом Президиума Верховного Совета РСФСР деревня переименована в Приволье.

## Население
| 2010 | 2013 |
| ---- | ---- |
| 368  | ↘343 |

## Улицы
- ул. Вокзальная,
- ул. Полевая,
- ул. Центральная.